# Municipalité du district de Širvintos
La municipalité du district de Širvintos (en lituanien : Širvintų rajono savivaldybė) est l'une des soixante municipalités de Lituanie. Son chef-lieu est Širvintos.

## Seniūnijos de la municipalité du district de Širvintos

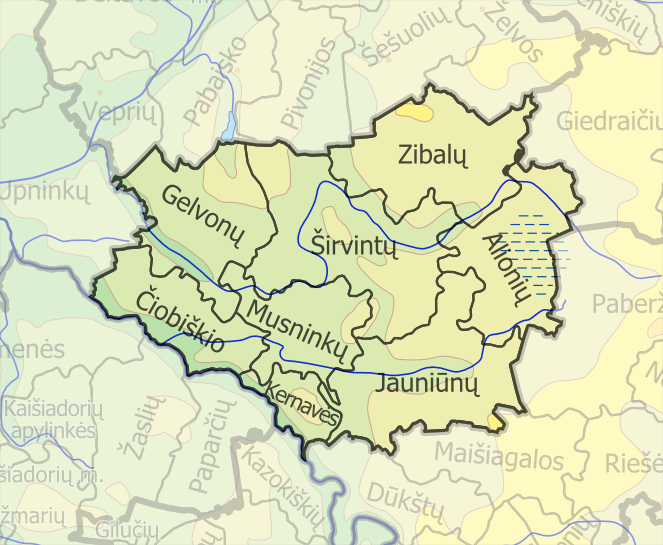
Seniūnijos de la municipalité du district de Širvintos.

- Alionių seniūnija (Alionys)
- Čiobiškio seniūnija (Čiobiškis)
- Gelvonų seniūnija (Gelvonai)
- Jauniūnų seniūnija (Jauniūnai)
- Kernavės seniūnija (Kernavė)
- Musninkų seniūnija (Musninkai)
- Širvintų seniūnija (Širvintos)
- Zibalų seniūnija (Zibalai)